# Добропольский сельский совет (Добропольский район)
Добропольский сельский совет (укр. Добропільська сільська рада) — входит в состав Добропольского района Донецкой области Украины.
Административный центр сельского совета находится в с. Доброполье. Население ок. 1760 человек.

## Населённые пункты совета
- с. Доброполе
- с. Красноподолье
- с. Матяшево
- с. Новогришино